# Mark Carney
Mark Joseph Carney, född 16 mars 1965 i Fort Smith, Northwest Territories, är en kanadensisk ekonom och politiker. Sedan mars 2025 tjänstgör han som Kanadas premiärminister.

## Uppväxt och utbildning
Mark Joseph Carney föddes den 16 mars 1965 i Fort Smith, Northwest Territories. Han är son till Verlie Margaret (född Kemper), en hemmavarande mor, och Robert James Martin Carney, en high school-rektor.

## Karriär
Carney var 2008–2013 chef (governor) för den kanadensiska centralbanken Bank of Canada. 2013–2020 hade han motsvarande post på den brittiska centralbanken Bank of England, som den förste icke-britten någonsin.

## Utmärkelser
- Officer av Kanadaorden,  2014[8]
- Drottning Elizabeth II:s diamantjubileumsmedalj

[Redigera Wikidata]